# Erythrobasidium hasegawianum
Erythrobasidium hasegawianum är en svampart som beskrevs av Hamam., Sugiy. & Komag. 1991. Erythrobasidium hasegawianum ingår i släktet Erythrobasidium, ordningen Erythrobasidiales, klassen Cystobasidiomycetes, divisionen basidiesvampar och riket svampar.   Inga underarter finns listade i Catalogue of Life.